# Itsy Bitsy Teenie Weenie Yellow Polkadot Bikini
«Itsy Bitsy Teenie Weenie Yellow Polkadot Bikini» es una canción novedad que cuenta la historia de una chica tímida que lleva un revelador bikini de lunares en la playa. Fue escrito por Paul Vance y Lee Pockriss y lanzado por primera vez en junio de 1960 por Brian Hyland con una orquesta dirigida por John Dixon.

## Historia y letra

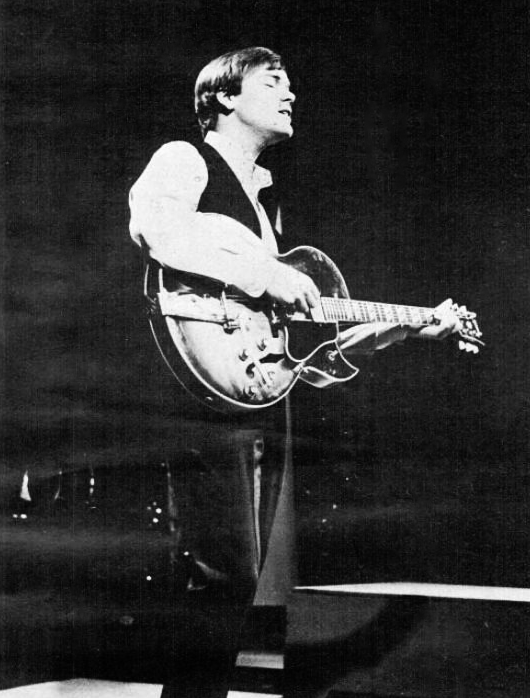
Brian Hyland en 1967

La versión de Hyland llegó al #1 en el Billboard Hot 100 el 8 de agosto de 1960 y también llegó al top 10 en otros países, incluido el #8 en el UK Singles Chart. También alcanzó el #1 en Nueva Zelanda.
La historia que se cuenta a través de los tres versos de la canción es la siguiente:  
- la joven tiene mucho miedo de dejar el casillero donde se ha puesto el bikini;
- ha llegado a la playa pero se sienta en la arena envuelta en una manta;
- finalmente se ha ido al océano, pero tiene demasiado miedo de salir y se queda inmersa en el agua, a pesar de que se está "volviendo azul" para esconderse de la vista.

Trudy Packer recitó las frases "...two, three, four / Tell the people what she wore" (... dos, tres, cuatro / Dígale a la gente lo que llevaba), que se escucha al final de cada verso antes del coro; y "Stick around, we'll tell you more" (Quédate un rato, te diremos más), escuchado después del primer coro y antes del comienzo del segundo verso.
En una entrevista y artículo de Greg Ehrbar en The Cartoon Music Book, editado por Daniel Goldmark y Yuval Taylor, el director musical de Rankin-Bass, Maury Laws, dijo que había "puesto en evidencia" el arreglo de la canción para John Dixon, ya que Dixon había asumido más trabajo del que podía manejar en ese momento. 

### Impacto
En un momento en que los trajes de baño de bikini aún eran vistos como demasiado arriesgados para ser convencionales, la canción provocó un repentino despegue en las ventas de esta prenda de baño y se le atribuye como uno de los primeros contribuyentes a la aceptación del bikini en la sociedad. A principios de la década de 1960, se vio una gran cantidad de películas de surf y otras producciones cinematográficas y televisivas que aumentaron rápidamente el impulso de la canción.

### Controversia sobre su propiedad
En septiembre de 2006, el coautor de la canción, Paul Vance, leyó su propio obituario erróneo. El obituario fue de otro hombre, Paul Van Valkenburgh, quien afirmó haber escrito Itsy Bitsy Teenie Weenie Yellow Polkadot Bikini con el nombre de Paul Vance. El impostor explicó su falta de pago de regalías por la canción al afirmar que había vendido los derechos cuando era adolescente. Vance, el verdadero coautor de la canción, ha ganado varios millones de dólares por la canción desde 1960, describiéndola como "una máquina de dinero".

## En otros medios
La canción apareció en la comedia de cine Billy Wilder de 1961, One, Two, Three, en una escena clave, el personaje Otto (Horst Buchholz), sospechoso de ser un espía, está siendo torturado por la policía de Alemania del Este tocándole la canción repetitivamente, y finalmente con el registro descentrado para crear una extraña variación de tono. La grabación real fue reeditada en 1962 para capitalizar el éxito de la película, pero no fue efectivo. 
La canción también se usa en películas como 36 Chowringhee Lane, de Aparna Sen, así como Sister Act 2 y Revenge of the Nerds II: Nerds in Paradise . 
La canción iba a ser una de las pistas de Just Dance 2017, pero se eliminó por una razón desconocida. Sin embargo, ha hecho una aparición en su secuela Just Dance 2018, realizada por The Sunlight Shakers.

## Versión francesa
La canción fue adaptada (bajo el título Itsy bitsy petit bikini) al francés por André Salvet y Lucien Morisse. La versión francesa fue grabada en 1960 primero por Dalida y luego por Johnny Hallyday. 
La versión de Johnny Hallyday llegó a #1 en Valonia (Bélgica francesa).

### Listado de pistas

#### Versión de Dalida
Sencillo de 7" Barclay 70345 (1960) 
1. "Itsi bitsi petit bikini" (2:13)
2. "O sole mio" (2:51)[8]

#### Versión de Johnny Hallyday
Sencillo de 7" Vogue V. 45-775 (1960) 
1. "Bikini Itsy Bitsy" (2:15)
2. "Depuis qu'ma môme" (2:25)

### Listas de éxitos

#### Versión de Dalida
| Listas (1960-1961)              | Posición más alta |
| ------------------------------- | ----------------- |
| Bélgica (Valonia) (Ultratop 50) | 1                 |
| Bélgica (Flandes) (Ultratop 50) | 1                 |
| Francia (SNEP)                  | 1                 |
| Canadá (Hot 100)                | 1                 |
| España (Top 100 Canciones)      | 15                |
| Italia (FIMI)                   | 16                |

#### Versión de Johnny Hallyday
| Listas (1960–1961)              | Posición más alta |
| ------------------------------- | ----------------- |
| Bélgica (Valonia) (Ultratop 50) | 1                 |

## Otras versiones y samples
Ha habido versiones en muchos idiomas, además que otras canciones han usado Itsy Bitsy... como sample: 
| Año  | Título                                          | Cantante/Grupo                 | País           | Idioma                    | Notas | Ref.          |
| ---- | ----------------------------------------------- | ------------------------------ | -------------- | ------------------------- | --- | ------------- |
| 1960 | Itsy Bitsy Teeny Weenie Yellow Polkadot Bikini  | Buddy Hackett                  | Estados Unidos | inglés                    | |               |
| 1960 | Itsy Bitsy Petit Bikini                         | Dalida                         | Italia         | francés                   | Alcanzó el #1 en Francia en 1960/1961                                                                                             |               |
| 1960 | Pezzettini di bikini                            | Dalida                         | Italia         | italiano                  | |               |
| 1960 | Pezzettini di bikini                            | Marino Marini                  | Italia         | italiano                  | |               |
| 1960 | Itsy Bitsy Petit Bikini                         | Richard Anthony                | Francia        | francés                   | Se utiliza en las últimas tomas y créditos de la película Un buen año                                                             |               |
| 1960 | Itsy Bitsy Teenie Weenie Honolulu Strandbikini  | Club Honolulu                  | Alemania       | alemán                    | |               |
| 1960 | Bikini Style no Ojosan                          | Danny Iida & The Paradise King | Japón          | japonés                   | En español: La joven señorita de estilo bikini                                                                                    |               |
| 1960 | Biquíni de Bolinha Amarelinha Tão Pequenininho  | Ronnie Cord                    | Brasil         | portugués                 | | [ 16 ]        |
| ¿?   | Biquíni de Bolinha Amarelinha Tão Pequenininho  | Celly Campello                 | Brasil         | portugués                 | | [ 17 ] [ 18 ] |
| ¿?   | Bikini Amarillo                                 | Lalo Fransen                   | Argentina      | español                   | | [ 19 ]        |
| 1960 | Bikini Amarillo                                 | Manolo Muñoz                   | México         | español                   | |               |
| 1960 | Itsy Bitsy Teenie Weenie Yellow Polkadot Bikini | Lill-Babs                      | Suecia         | sueco                     | | [ 20 ]        |
| 1961 | Pikku pikku bikinissä                           | Pirkko Mannola                 | Finlandia      | finlandés                 | |               |
| 1961 | Bikini Amarillo                                 | Los Boppers                    | México         | español                   | |               |
| 1962 | Bikini sa žutim tačkicama                       | Ljiljana Petrović              | Serbia         | serbio                    | |               |
| 1962 | Bikini                                          | Trio Tividi                    | Croacia        | croata                    | |               |
| 1966 | Itsy Bitsy Teeny Weenie Yellow Polkadot Bikini  | Homer and Jethro               | Estados Unidos | inglés                    | Incluida en el álbum Songs To Tickle Your Funny Bone                                                                              |               |
| 1980 | Stars on 45                                     | Stars on 45                    | Países Bajos   | inglés                    | Una pequeña fracción de la canción aparece en el disco de 12"                                                                     |               |
| 1982 | Itsy Bitsy Teenie Weenie Yellow Polkadot Bikini | Mud                            | Reino Unido    | inglés                    | Versión rock and roll |               |
| 1983 | Biquíni de Bolinha Amarelinha Tão Pequenininho  | Blitz                          | Brasil         | portugués                 | | [ 21 ]        |
| 1983 | Do It Clean                                     | Echo & the Bunnymen            | Reino Unido    | inglés                    | Canción lanzada en el álbum Porcupine, una frase de la letra se inspira en el éxito de Hyland: "Iszy bitzy witzy itzy everywhere" |               |
| 1984 | Itsy Bitsy Teenie Weenie Yellow Polkadot Bikini | George Wright                  | Estados Unidos | inglés                    | Incluida en el álbum Red Hot and Blue                                                                                             | [ 22 ]        |
| 1984 | Bikini a lunares amarillo                       | Viuda e hijas de Roque Enroll  | Argentina      | español                   | | [ 19 ]        |
| 1987 | Itsy Bitsy Teenie Weenie Honolulu Strandbikini  | Die Toten Hosen                | Alemania       | alemán                    | Versión punk. Incluida en el álbum Never Mind the Hosen, Here Die Roten Rosen. Relanzada en 2007                                  |               |
| 1987 | Το ροζ μπικίνι                                  | Polina                         | Grecia         | griega                    | En español: El bikini rosa |               |
| ¿?   | El cohete americano                             | Cuarteto D'Aida                | Cuba           | español                   | Esta versión se recoge en Álbum de la Revolución Cubana (2000)                                                                    |               |
| 1989 | Kicsi lány                                      | Szandi                         | Hungría        | húngaro                   | En español: Pequeña niña |               |
| 1990 | Itsy Bitsy Teenie Weenie Yellow Polkadot Bikini | Bombalurina                    | Reino Unido    | inglés                    | Llegó al #1 en el UK Singles Chart el 19 de agosto de 1990. Emplea el distintivo gancho de coro "Yeah! Woo!".                     | [ 23 ]        |
| 1990 | Bikini a lunares amarillo                       | The Sacados                    | Argentina      | español                   | |               |
| 1991 | (Una coneja) Bikini a lunares amarillo          | Cachureos                      | Chile          | español                   | |               |
| 1992 | Bikini amarillo                                 | Paolo Salvatore                | Chile          | español                   | |               |
| 1993 | Itsy Bitsy Teenie Weenie Yellow Polkadot Bikini | The Muppets                    | Estados Unidos | inglés                    | Fue versionada en el álbum Muppet Beach Party por Kermit the Frog y Miss Piggy.                                                   |               |
| 1994 | Short Dick Man                                  | 20 Fingers y Gillette          | Estados Unidos | inglés                    | El estribillo "Iny weeny teeny weeny / Shriveled little short dick man" usa de sample la canción de Hyland.                       |               |
| 2000 | Itsy Bitsy Teenie Weenie Yellow Polkadot Bikini | Devo                           | Estados Unidos | inglés                    | Fue incluida en la serie CD Pioneers Who Got Scalped. Apareció en la película Revenge of the Nerds II: Nerds in Paradise          |               |
| 2004 | Teeny Weeny String Bikini                       | Günther                        | Suecia         | inglés                    | Versión dance |               |
| 2010 | Бански на лалета                                | Sparrows                       | Bulgaria       | búlgaro                   | En español: Traje de baño de tulipán                                                                                              |               |
| 2012 | Itsy Bitsy Teenie Weenie Yellow Polkadot Bikini | Ray Stevens                    | Estados Unidos | inglés                    | Fue incluida en el proyecto Encyclopedia of Recorded Comedy Music                                                                 |               |
| 2014 | Itsy Bitsy Teenie Weenie Yellow Polkadot Bikini | Gummibär                       | Alemania       | inglés, español y francés | Versión reguetón |               |